# سام بلات
سام بلات (انگلیسی: Sam Blott؛ ۱۹ ژوئن ۱۸۸۶ – ۳۱ ژانویهٔ ۱۹۶۹) بازیکن فوتبال اهل بریتانیا بود.
از باشگاه‌هایی که در آن بازی کرده‌است می‌توان به باشگاه فوتبال برافورد پارک آونیو و باشگاه فوتبال منچستر یونایتد اشاره کرد.